# ویکتور هوگو گرین

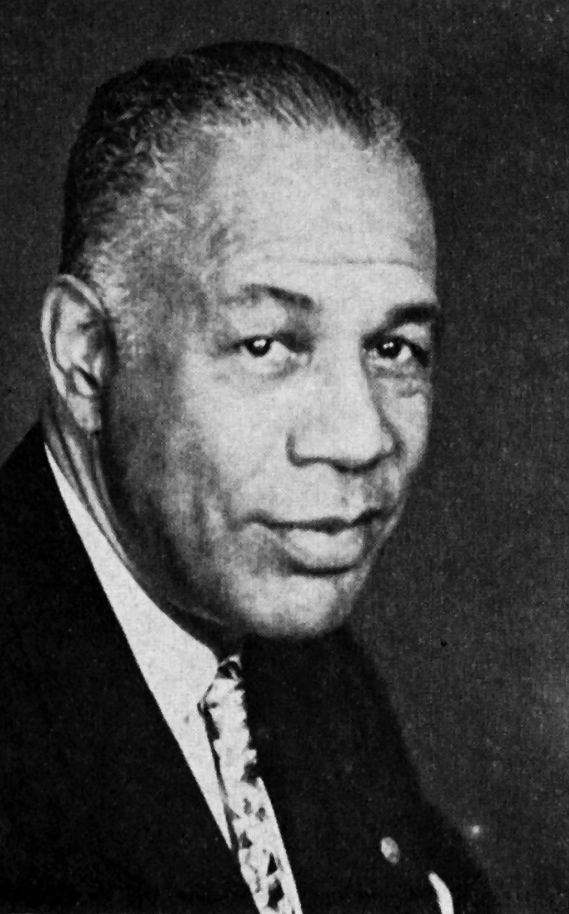
نگارهٔ ویکتور هوگو گرین، نویسندهٔ نیویورکی - ۱۹۵۶

ویکتور هوگو گرین (متولد ۹ نوامبر ۱۹۸۹ فوت ۱۶ اکتبر ۱۹۶۰) کارمند پست و نویسنده و سفرنامه نویس اهل هارلم نیویورک بود. بیشتر بخاطر کتابی با عنوان کتاب سبز (The Green Book) معروف است. این کتاب یک راهنمای سفر برای سیاه پوستان آمریکا در ایالات متحده است. او هر سال ۱۵۰۰۰ نسخه از این کتاب را می‌فروخت.